# St. Viti (Lützen)

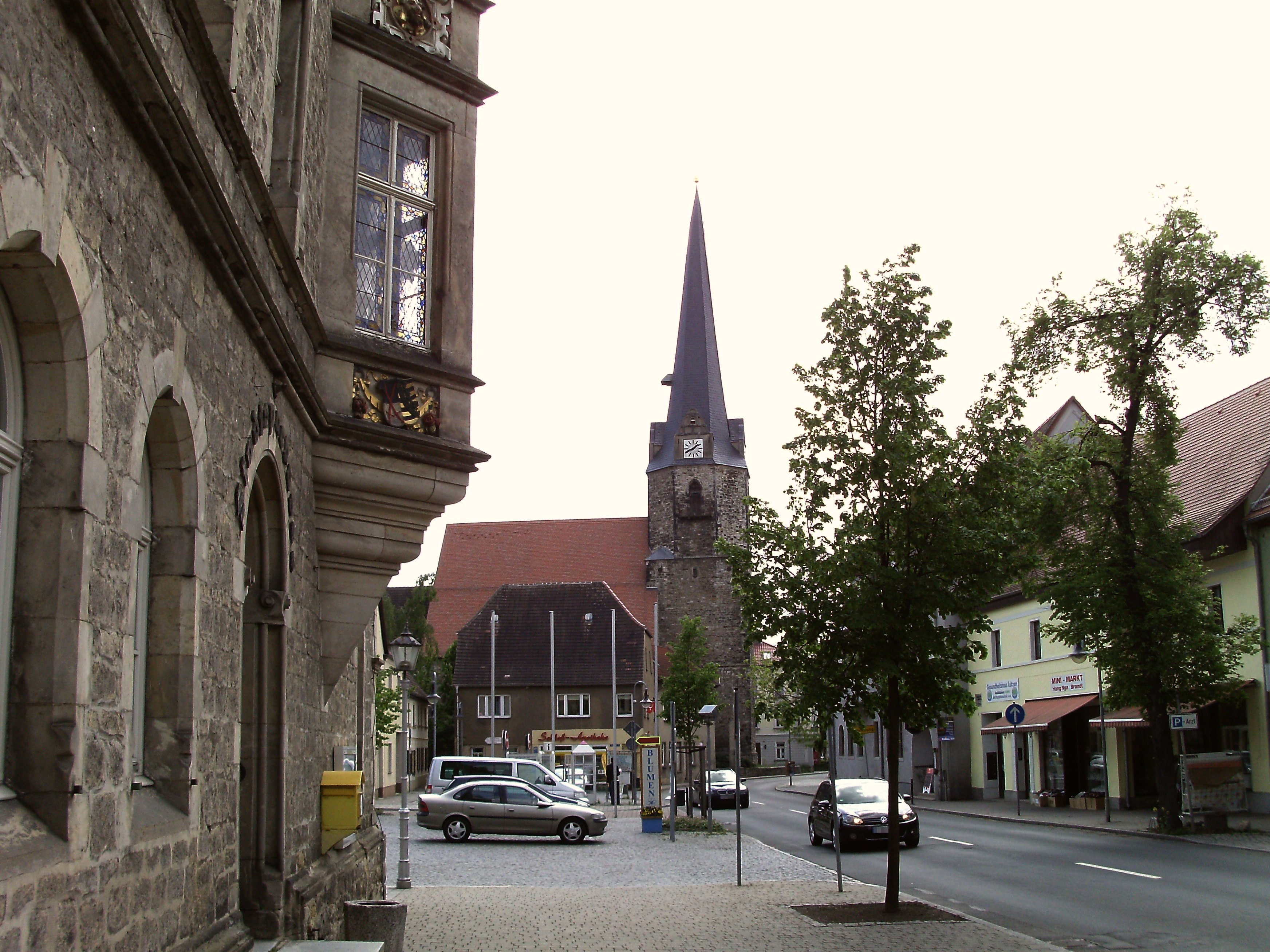
Stadtkirche St. Viti Lützen

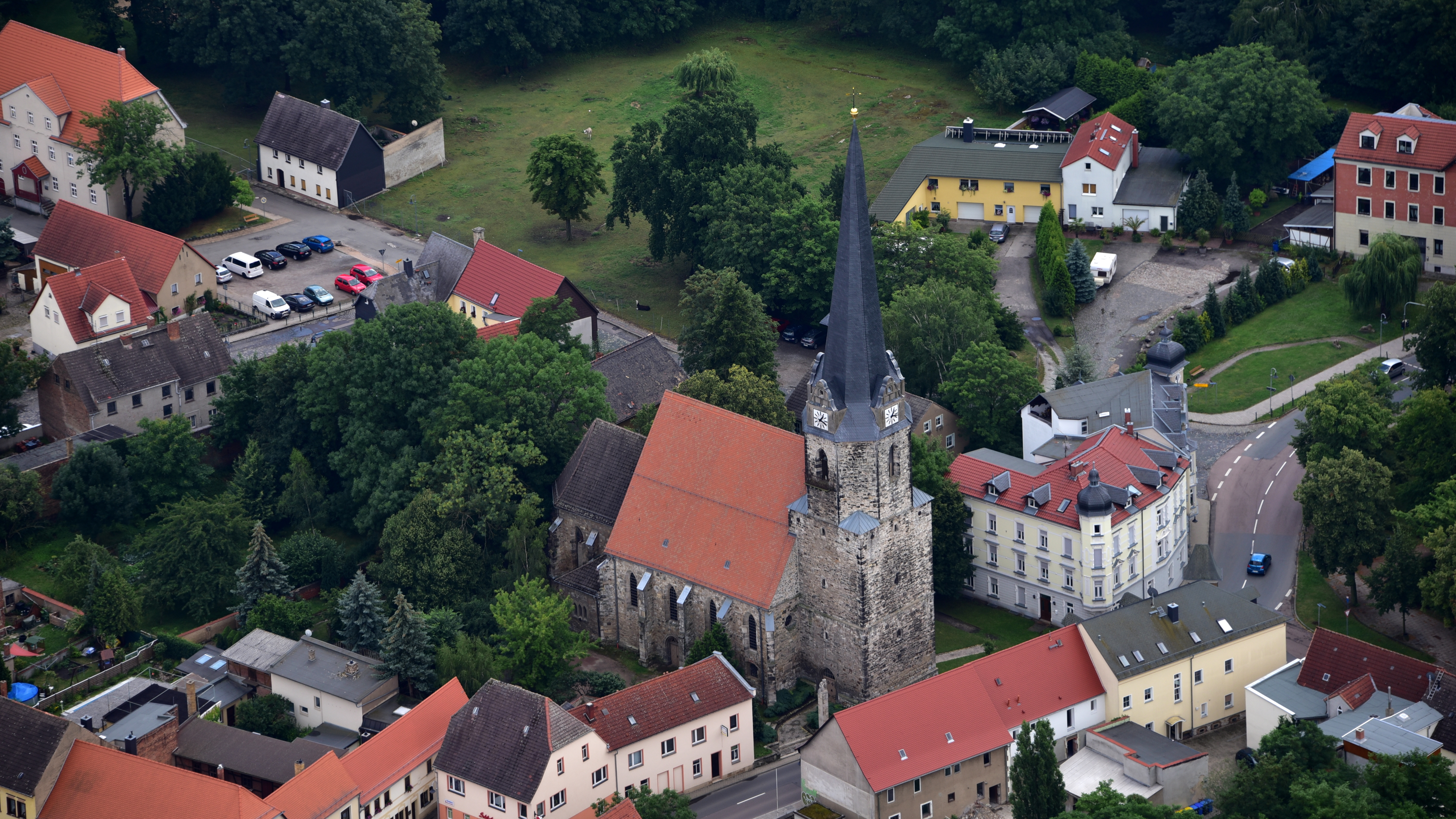
Aus der Vogelperspektive

Die Stadtkirche St. Viti ist eine denkmalgeschützte evangelische Kirche in der Stadt Lützen im Burgenlandkreis in Sachsen-Anhalt. Sie gehört zum gleichnamigen Pfarrbereich des Kirchenkreises Merseburg der Evangelischen Kirche in Mitteldeutschland. Im örtlichen Denkmalverzeichnis ist sie unter der Erfassungsnummer 094 15477 als Baudenkmal verzeichnet.

## Geschichte und Architektur
Der Sakralbau entstand von 1488 bis 1531 im Stil der Gotik und der Renaissance. Die Hallenkirche ist ein Bruchsteinbau mit dreiseitigem geschlossenen Chor. Der Kirchturm hat quadratischen Grundriss mit oktogonalem Glockengeschoss und Spitzhelm sowie Renaissancegiebel. Im Innenraum gibt es vier Joche sowie Rundpfeiler. Der Bau des Kirchturms begann 1513 und wurde 1531 abgeschlossen.
Im Jahr 1631 wurde die Kirche von kaiserlichen Truppen geplündert, wobei die Orgel, der Altar und die Kirchenbibliothek beraubt und zerstört wurden.
Nach einem Blitzeinschlag im Jahr 1778 wurde der zunächst 77 Meter hohe Turm um 10 Meter gekürzt – er ist somit 67 Meter hoch.

## Ausstattung
Das Kruzifix stammt von 1552, die Kanzel von 1561. Es gibt einen barocken Altar von 1710. Drei Grabmale sind überliefert: Figurengrabstein der Familie Kempff (Ende 16./17. Jahrhundert) sowie die Epitaphe von Heinrich und Anna Heinze (1704).
Außen am Stützpfeiler im Südosten des Gotteshauses findet sich eine lateinische Inschrift mit dem Erbauungsjahr 1488, sie lautet übersetzt: „Im Jahre 1488 ist dieses Werk begonnen. I.N.R.I. Zerstöre mich nicht, Gott sieht es.“

### Orgel
Die erste Orgel lässt sich für das Jahr 1544 belegen, sie stammte für 32 Gulden (Floreni) aus Zeitz. Die zweite,  größere Orgel stammte von 1550, sie wurde von Meister Gabriel aus Pegau gebaut für 16 Neuschock. Es folgte in der Bauzeit von 1568 bis 1575 die bis 1839 vorhandene Orgel von Orgelbauer Georg Lange.
Der folgende Orgelbau stammte von Urban Kreutzbach von 1839. 1884 gestaltete Friedrich Ladegast sie um. 1932 wurde sie von W. Sauer Orgelbau Frankfurt (Oder) überholt.
Am 4. April 1945 wurden Kirche und Orgel von einer Luftmine stark beschädigt. 1972/73 erfolgte ein Neubau hinter dem historischen Gehäuse unter der Verwendung einiger vorhandener Register durch die Werkstatt Heinze, die Abnahme erfolgte 1973. In der Zeit davor gab es eine Art Notorgel, gebaut von Rudolf Kühn aus Merseburg.
Die Orgel hat zwei Manuale und Pedal mit folgender Disposition:
| I Hauptwerk C–g3 |    |
| Prinzipal        | 8′ |
| Spitzflöte       | 8′ |
| Oktave           | 4′ |
| Waldflöte        | 2′ |
| Mixtur II–V      |    |
| Trompete         | 8′ |

| II Oberwerk C–g3 |       |
| Holzgedackt      | 8′    |
| Prinzipal        | 4′    |
| Rohrflöte        | 4′    |
| Oktave           | 2′    |
| Sifflöte         | 1 ⁄3′ |
| Scharf III       | 2⁄3′  |
| Krummhorn        | 8′    |
| Tremulant        |       |

| Pedal C–f1 |       |
| Subbass    | 16′   |
| Oktavbass  | 8′    |
| Choralbass | 4′+2′ |
| Pommer     | 4′    |
| Posaune    | 16′   |

## Geläut
- kleine “Pümmerle”, 1450
- mittlere Glocke von 1537
- große Glocke von 1510 mit der Inschrift: „O Land, Land, Land höre des Herrn Wort.“

## Patrozinium
Die Stadtkirche trägt das Patrozinium St. Vitus und ist damit eine Veitskirche.